# Nagrobek

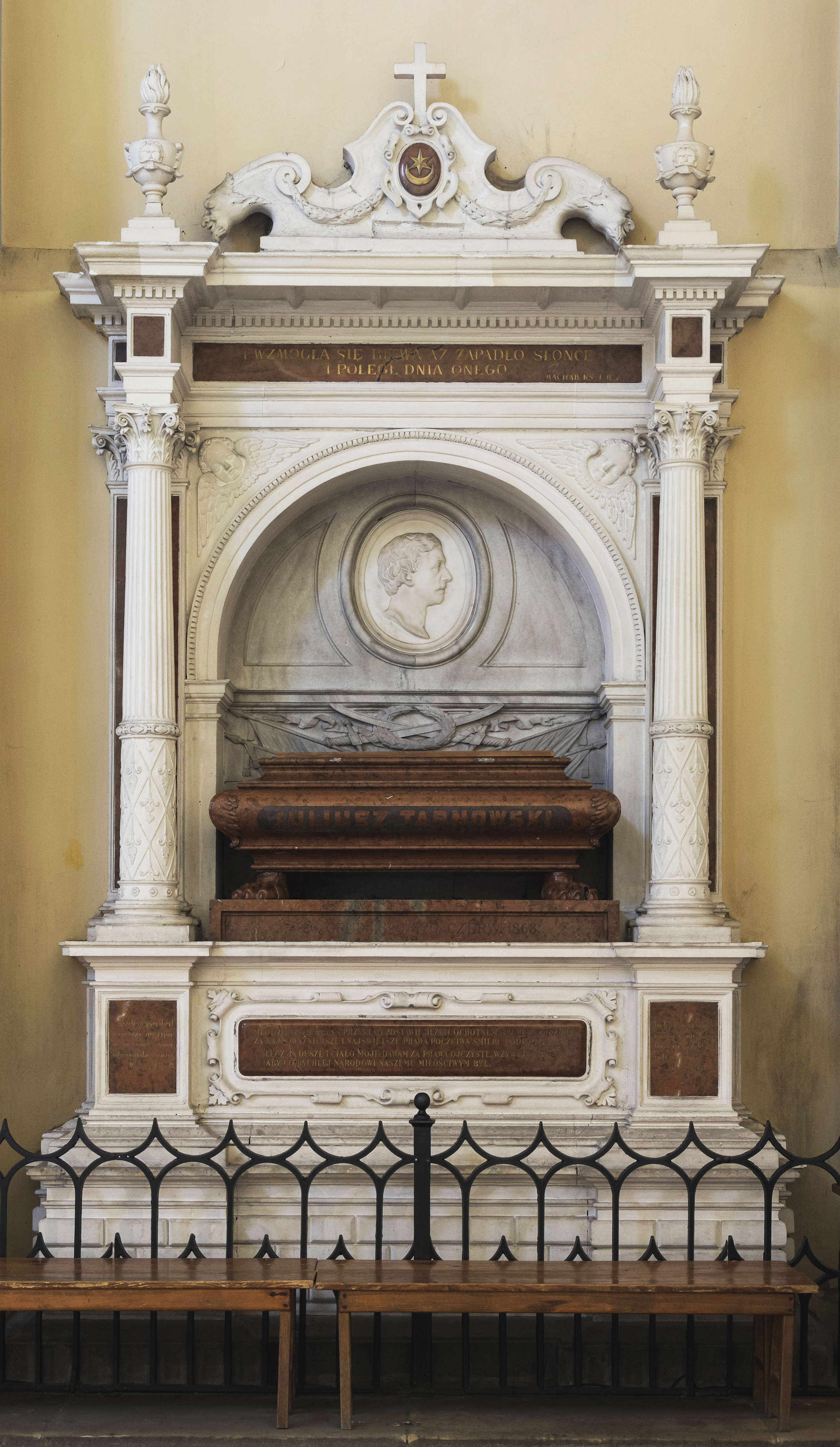
Nagrobek Juliusza Tarnowskiego w Sanktuarium Matki Bożej Dzikowskiej w Tarnobrzegu

Nagrobek – trwałe oznaczenie miejsca pochówku ciała lub prochów osób, rzadziej zwierząt, w postaci kompozycji architektonicznej. Mają na celu zachować pamięć o osobie zmarłej. Monumentalne budowle zwane są grobowcami.
Wykonane mogą być w formie usypanej mogiły (np. kurhan, kopiec), głazu, płyty, pomnika (dolmen, stela nagrobna) lub budowli (piramida egipska, mastaba, mauzoleum).

## Rodzaje form nagrobków w historii
- czasy prehistoryczne – kurhany i budowle megalityczne
- starożytny Egipt – mastaby i piramidy
- starożytna Grecja – stela, tolos, mauzoleum
- starożytny Rzym – stela, sarkofag, kapliczki
- średniowiecze – nagrobki oznaczone płytą kamienną, krzyżem, reprezentacyjne – w kościołach w formie płyty montowanej w posadzce lub ścianie (tumba), sarkofag
- od renesansu – wielokondygnacyjne nagrobki przyścienne z dekoracją zależna od epoki
- od klasycyzmu i współcześnie – skromniejsze nagrobki w formie grobowców na cmentarzach, płyt, pomników, czy prostych, płasko ułożonych małych płyt, najczęściej wykonywane z naturalnego granitu.
- inne kultury – np. związana z judaizmem – macewa; z islamem – słup z turbanem;

## Galeria

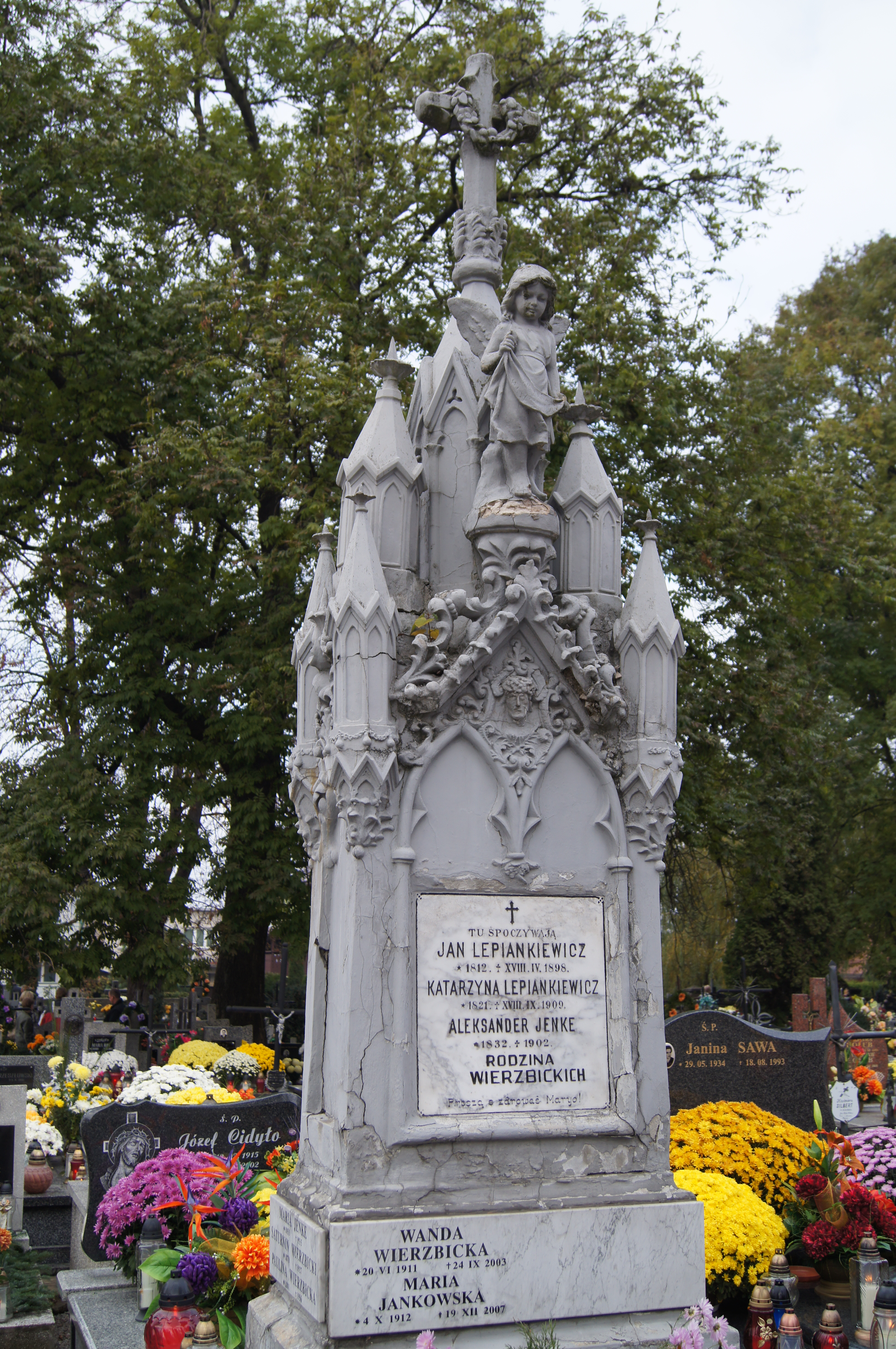
Neogotycki nagrobek na Starym Cmentarzu w Przeworsku
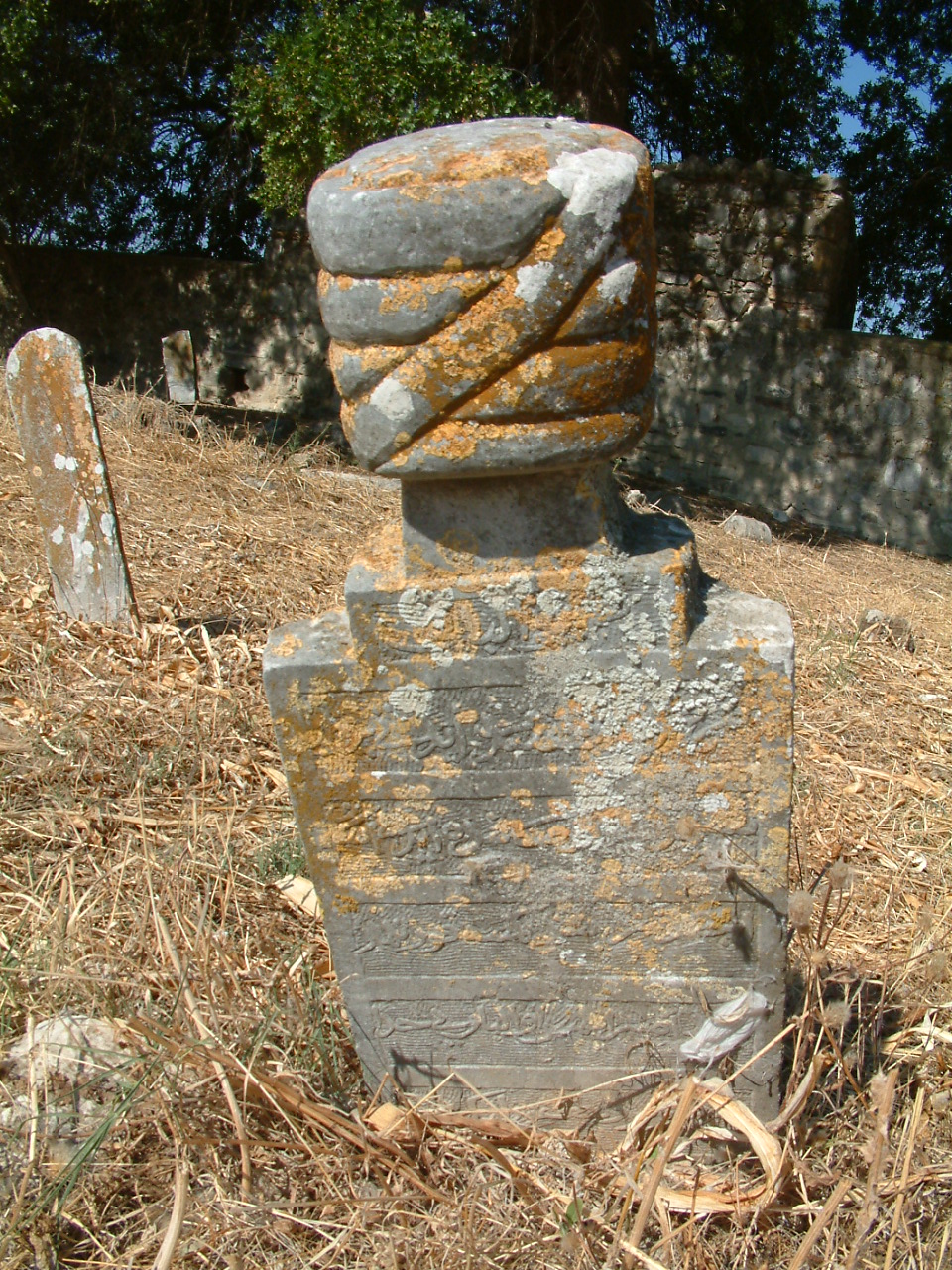
Muzułmański nagrobek na cmentarzu przy opuszczonym meczecie Iliasa Beja w Milecie, w Turcji
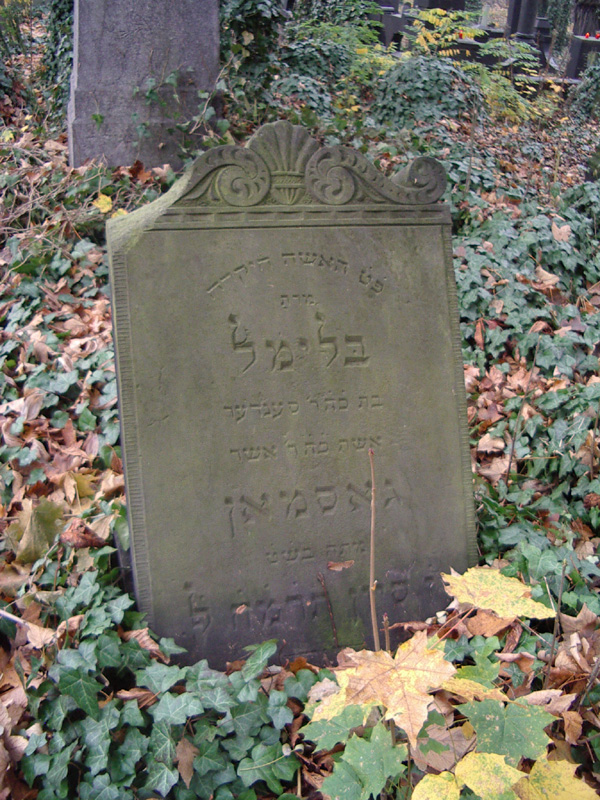
Macewa w Zabrzu
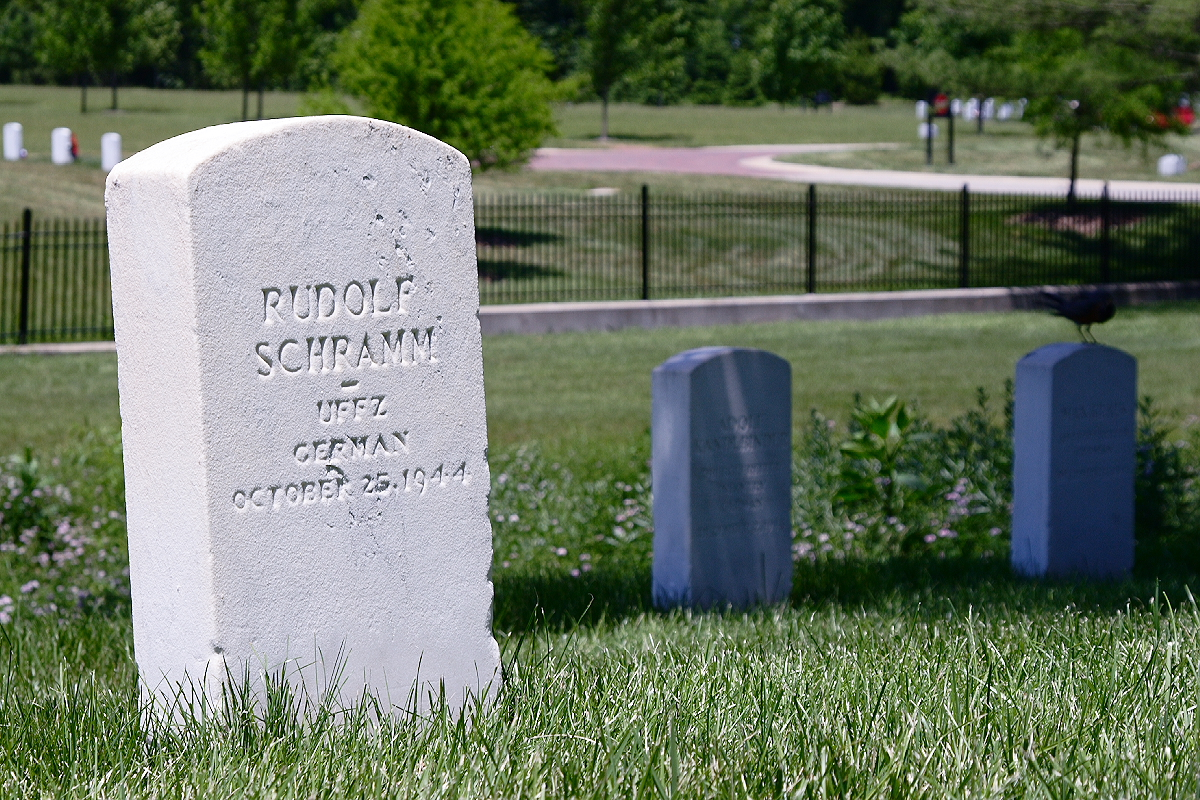
Nagrobek niemieckiego jeńca z okresu II wojny światowej na Camp Butler National Cemetery w Springfield w USA
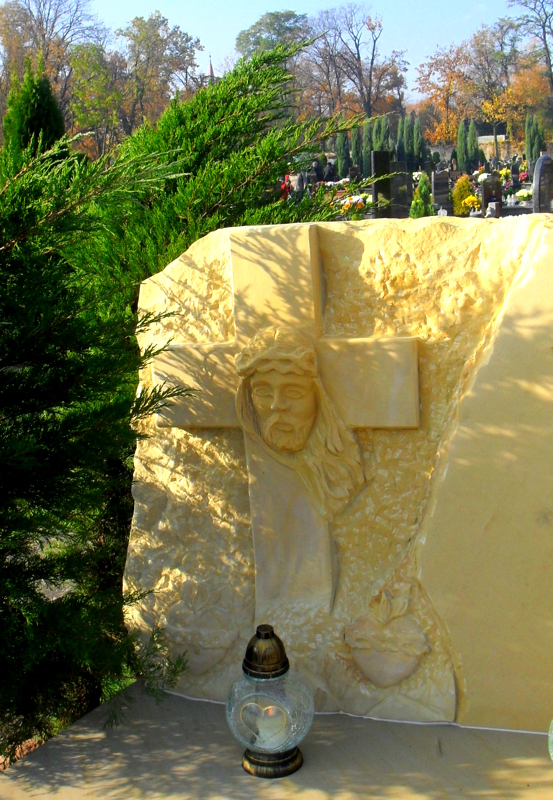
Legnica, cmentarz komunalny, fragment płyty nagrobnej
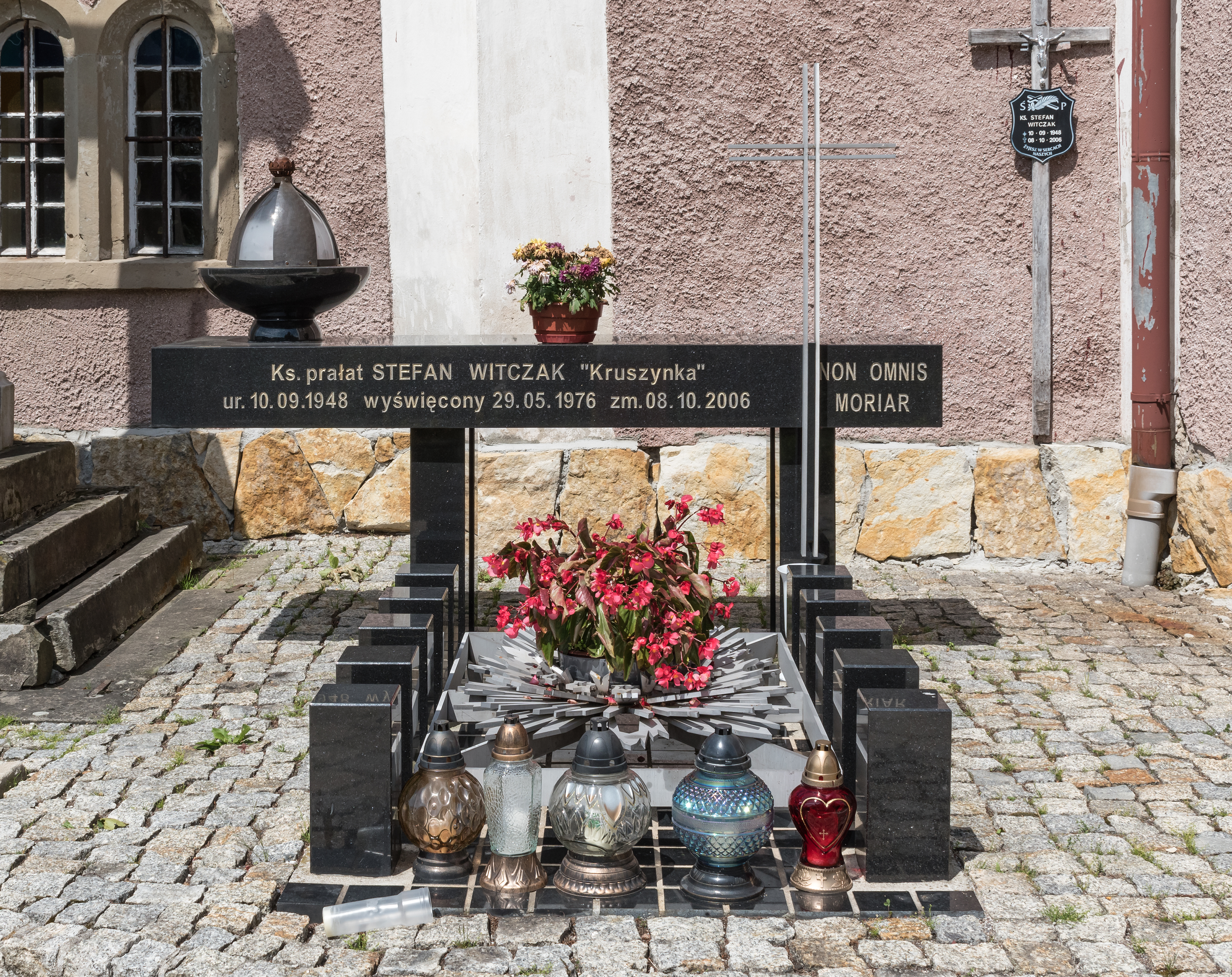
Nagrobek księdza Stefana Witczaka w Nowym Gierałtowie
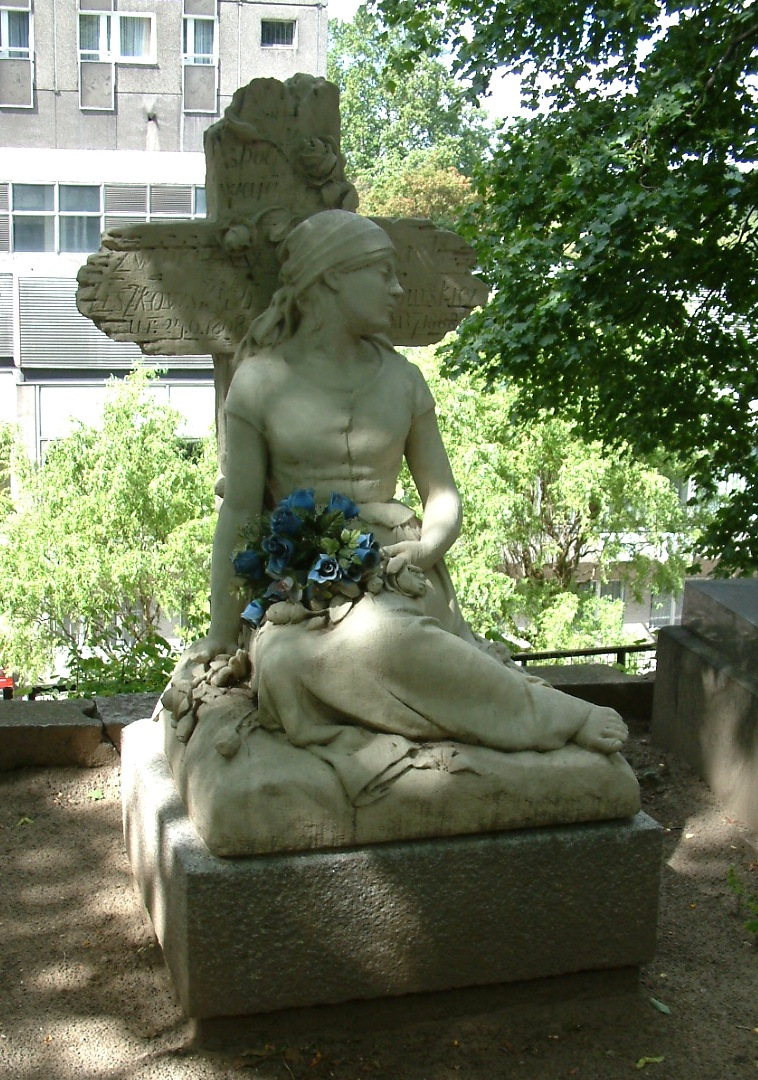
Nagrobek Anieli Dembińskiej z Liszkowskich na Cmentarzu Zasłużonych Wielkopolan
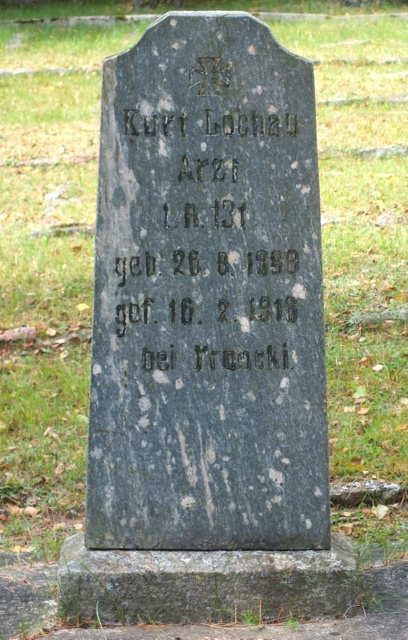
Nagrobek kamienny na cmentarzu z I wojny światowej znajdujący się we Frąckach